# Pycnarmon leucinodialis
Pycnarmon leucinodialis is een vlinder van de familie van de grasmotten (Crambidae). De wetenschappelijke naam van deze soort is voor het eerst voorgesteld als Entephria leucinodialis door William Schaus in een publicatie uit 1912.
De soort komt voor in Nicaragua en Costa Rica.